# 扎沃江卡
49°37′4″N 38°48′55″E / 49.61778°N 38.81528°E
扎沃江卡（烏克蘭語：Заводянка）是位於烏克蘭東部的村莊，由盧甘斯克州斯瓦托韋區的比洛庫拉基內市鎮負責管轄。該村面積1.42平方公里，海拔高度154米，2001年該村落人口154。